# Biała Piska
Biała Piska (în germană Gehlen/Bialla/Gehlenburg) este un oraș în voievodatul Varmia și Mazuria, Polonia.

## Localități componente
| Denumirea poloneză | Denumirea germană (până în 1945) | Denumirea poloneză | Denumirea germană (până în 1945)               | Denumirea poloneză | Denumirea germană (până în 1945)         |
| ------------------ | -------------------------------- | ------------------ | ---------------------------------------------- | ------------------ | ---------------------------------------- |
| Bełcząc            | Belzonzen 1938-45 Großdorf       | Konopki            | Konopken 1938-45 Mühlengrund                   | Pogorzel Wielka    | Groß Pogorzellen 1907-45 Brennen         |
| Bemowo Piskie      | Schlagakrug                      | Kowalewo           | Kowalewen 1938-45 Richtwalde                   | Radysy             | Radishöh                                 |
| Biała Piska        | Bialla 1938-45 Gehlenburg        | Kózki              | Kosken                                         | Rakowo Małe        | Köllmisch Rakowen 1938-45 Kölmisch Rakau |
| Cibory             | Czyborren 1938-45 Steinen        | Kożuchowski Młyn   | Wassermühle Kosuchen 1938-45 Mühle Kölmerfelde | Rogale Wielkie     | Groß Rogallen                            |
| Cwaliny            | Zwalinnen 1938-45 Schwallen      | Kożuchy            | Kosuchen 1938-45 Kölmerfelde                   | Rolki              | Rollken                                  |
| Dąbrówka Drygalska | Dombrowken 1912-45 Altweiden     | Kożuchy Małe       | Klein Kosuchen 1938-45 Allenbruch              | Ruda               | Ruhden                                   |
| Danowo             | Dannowen 1938-45 Siegenau        | Kruszewo           | Krussewen 1938-45 Erztal                       | Skarżyn            | Skarzinnen 1938-45 Richtenberg           |
| Długi Kąt          | Dlugikont 1903-45 Klarheim       | Kumielsk           | Kumilsko 1938-45 Morgen                        | Sokoły             | Sokollen bei Kumilsko 1935-45 Falkendorf |
| Dmusy              | Dmussen 1938-45 Dimussen         | Lipińskie          | Lipinsken 1938-45 Eschenried                   | Sokoły Jeziorne    | Sokollen bei Skarzinnen 1938-45 Rosensee |
| Drygały            | Drygallen 1938-45 Drigelsdorf    | Lisy               | Lissen 1938-45 Dünen                           | Sulimy             | Sulimmen                                 |
| Giętkie            | Gentken                          | Łodygowo           | Lodigowen 1938-45 Ludwigshagen                 | Świdry             | Schwiddern                               |
| Grodzisko          | Grodzisko 1932-45 Burgdorf       | Mikuty             | Mykutten 1938-45 Mikutten                      | Świdry Kościelne   |                                          |
| Gruzy              | Grusen 1932-45 Gruhsen           | Monety             | Monethen                                       | Szkody             | Skodden 1938-45 Schoden                  |
| Guzki              | Gusken                           | Myśliki            | Fröhlichen                                     | Szkody-Kolonia     |                                          |
| Iłki               | Annafelde                        | Myszki             | Mysken 1938-45 Misken                          | Szymki             | Symken 1938-45 Simken                    |
| Jakuby             | Jakubben                         | Nitki              | Nittken                                        | Włosty             | Wlosten 1938-45 Flosten                  |
| Kaliszki           | Kallischken 1938-45 Flockau      | Nowe Drygały       | Neu Drygallen 1938-45 Neu Drigelsdorf          | Wojny              | Woynen 1938-45 Woinen                    |
| Klarewo            | Klarashof                        | Oblewo             | Oblewen 1938-45 Kolbitzbruch                   | Zabielne           | Sabielnen 1938-45 Freundlingen           |
| Kolonia Kawałek    |                                  | Orłowo             | Orlowen 1938-45 Siegmunden                     | Zalesie            | Salleschen 1938-45 Offenau               |
| Kolonia Konopki    |                                  | Pawłocin           | Pawlozinnen 1938-45 Paulshagen                 | Zaskwierki         | Jurgasdorf                               |
| Komorowo           | Kommorowen 1938-45 Ebhardtshof   | Pogorzel Mała      | Klein Pogorzellen 1930-45 Brandau              | Zatorze-Kolonia    |                                          |